# Oxymycterus josei
Oxymycterus josei és una espècie de mamífer rosegador de la família dels cricètids que viu a l'Uruguai. És una espècie de mida mitjana amb el pelatge de color vermell fins a marró fosc. De vegades té taques blanques a la panxa. Les potes posteriors són grosses i fortes, amb urpes llargues. Les potes anteriors són més petites, amb urpes petites. El crani és llarg i estret. És indistingible d'O. nasutus, una altra espècie de l'Uruguai, pel seu aspecte exterior, però genèticament és molt més proper a O. rufus, de l'Argentina.
L'espècie fou anomenada en honor de Joseph «José» Cook, per la seva feina en la zoologia de l'Uruguai.